# 佐武宇綺の宇宙を綺麗にするラジオ
『佐武宇綺の宇宙を綺麗にするラジオ』（さたけうきのうちゅうをきれいにするラジオ）は、アール・エフ・ラジオ日本で放送されている深夜放送のラジオ番組である。

## 概要
- 佐武宇綺の初の冠番組。
- ラジオ日本で放送されている『菊地亜美の1ami9』でゲスト出演した際に、ラジオの楽しさを知り自分も番組をやりたいと交渉、最終的に福様（番組PDの福田良平）が折れた[1]。
- 番組のコンセプトは、摩訶不思議なバラエティ番組。
- 名前の由来は、リスナーの心を綺麗にする為に放送している番組。
- 主にフリートーク。オープニングでは「うきらじ！」を始めとした様々なシャウトが入る（ホワイトデー直前は「ホワイトデー！」など）。
- ラジオ日本NEXT最長寿の番組だった（2022年3月の終了まで足掛け10年続いた）。終了により、最長寿は芹澤優の担当する「i☆Ris 芹澤優のせりざわーるど with you」（2013年開始。放送継続中）となる。
- 2022年7月（開始10周年）、「もっと宇宙を綺麗にするラジオ」として復活。通算放送期間が「せりざわーるど」に並ぶ。

## パーソナリティー
- 佐武宇綺（9nine）（愛称）うっきー

## 放送時間
| 期間                            | 放送時間                          | 番組枠               |
| ------------------------------- | --------------------------------- | -------------------- |
| 2012年07月03日 - 2015年03月24日 | 火曜24:30 - 25:00※水曜0:30 - 1:00 |                      |
| 2015年03月30日 - 2015年12月28日 | 月曜26:00 - 26:30※火曜2:00 - 2:30 | ラジオ日本NEXT       |
| 2016年01月04日 - 2016年09月26日 | 月曜26:00 - 26:20※火曜2:00 - 2:20 | ラジカントロプスNEXT |
| 2016年10月03日 - 2017年03月27日 | 月曜25:30 - 26:00※火曜1:30 - 2:00 | ラジオ日本NEXT       |
| 2017年04月01日 - 2018年03月31日 | 土曜22:30 - 23:00                 |                      |
| 2018年04月07日 - 2022年03月26日 | 土曜22:00 - 22:30                 | ラジオ日本NEXT       |
| 2022年07月07日 - 2023年12月     | 木曜24:30 - 25:00※金曜0:30 - 1:00 |                      |
| 2024年01月05日 -                | 木曜24:30 - 24:55※金曜0:30 - 0:55 |                      |

| 放送局     | 放送期間                      | 放送時間          |
| ---------- | ----------------------------- | ----------------- |
| ぎふチャン | 2013年10月5日 - 2014年3月28日 | 金曜21:00 - 21:30 |

## コーナー
- 佐武応援団
- 告白しようぜ！

## エピソード
- 初回放送のオープニングでは、スタジオではなく芝公園からラジオ日本まで全力疾走で走った（2012年7月3日放送）[1]。
- 番組で抜き打ちテストが行われる（2012年7月17日放送）[2]
- 東京タワーを階段で昇った（2012年7月31日放送）[3]。
- 伊武雅刀のレコードジャケットが気になったと話題になったことがある（2012年9月11日放送）[4]。
- レインボーブリッジを歩く放送をしたことがある[5]。
- この番組の略式表記を統一するためにツイッターで「うきラジ」と「ウキラジ」どちらかにするかツイートしてもらい[6]、結果「うきラジ」が略式表記に決定した。
- 2021年11月20・27日放送回は、舞台「時が巡る金木犀」の最終稽古とバッティングしたため佐武は収録を欠席。西脇彩華が代理出演した。
- 2024年5月16日、「もっと――」として通算100回到達。村田寛奈が祝福にゲスト出演した。